# 케틀벨

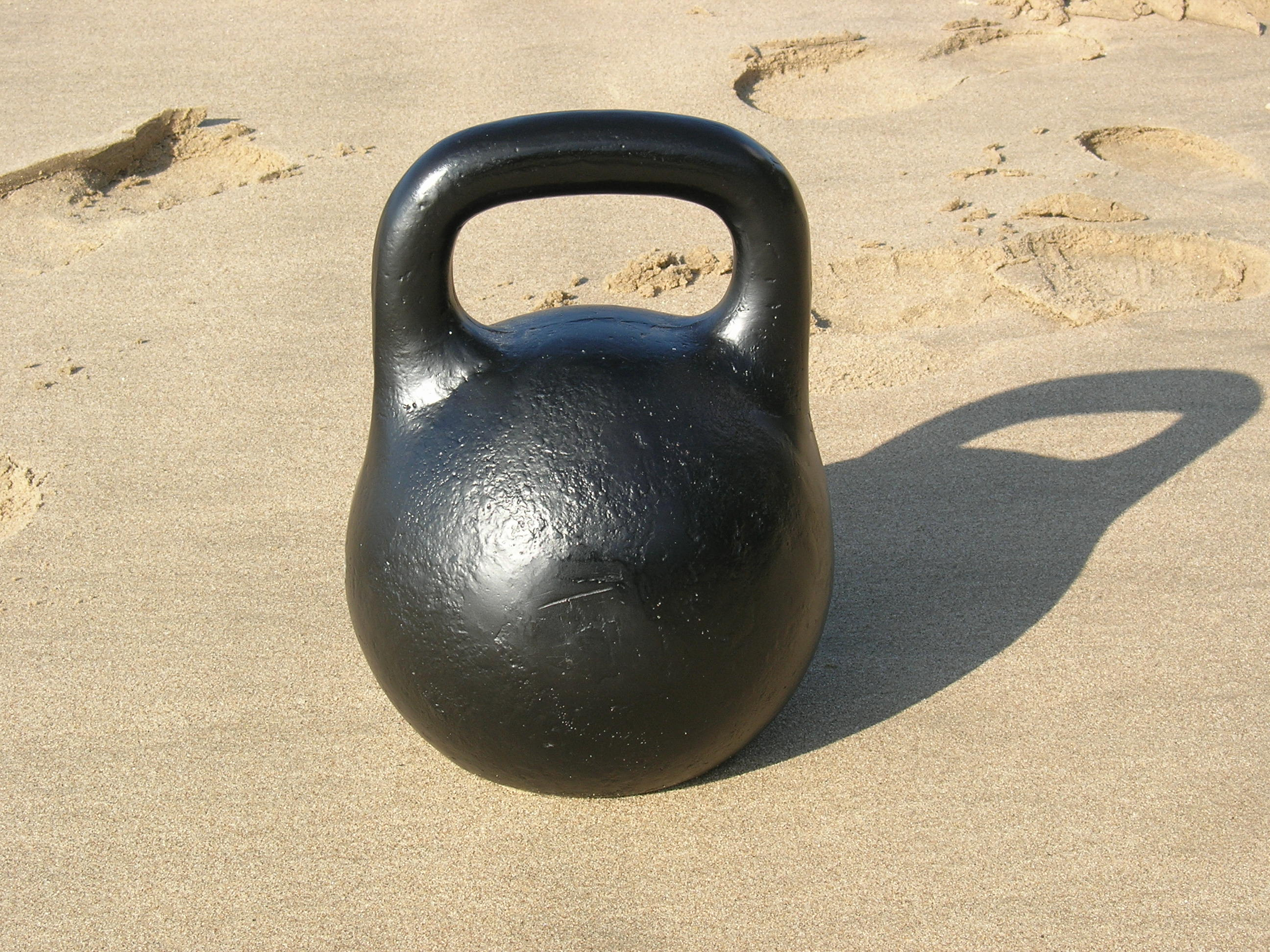

케틀벨(kettlebell)이란 웨이트 트레이닝에서 사용되는, 주전자와 유사한 고리 형태 손잡이를 가진 무거운 물체이다. 러시아에서 1700년대 발명되었으며 20세기에 소련군에 의해 훈련용으로 많이 사용된 것으로 알려져 있다. 케틀벨은 20세기 들어 운동선수와 보디빌더들의 웨이트 트레이닝 용으로 널리 보급되었다.

## 같이 보기
- 메디슨볼
- 웨이트 트레이닝

## 참고 문헌
1. ↑  Ivill, Laura (2008-11-22). "The kettlebell workout Can the kettlebell give you a Hollywood body?". The Times.
2. ↑  Exclusive ACE research examines the fitness benefits of kettlebells, January/February 2010, ACE FitnessMatters